# César 2007
Die 32. Verleihung der Césars fand am 24. Februar 2007 im Théâtre du Châtelet in Paris statt. Das Filmjahr 2006 war mit 45 Prozent Marktanteil in Europa und 85 Millionen Kinobesuchern das erfolgreichste seit 23 Jahren für die einheimische Filmindustrie, wie der Filmproduzent Alain Terzian mitteilte. Terzian ist amtierender Präsident der Académie des Arts et Techniques du Cinéma, die die Filmpreise vergibt. Der französische Film lag damit knapp hinter den Hollywood-Produktionen, die auf einen europaweiten Marktanteil von 45,8 Prozent kamen.

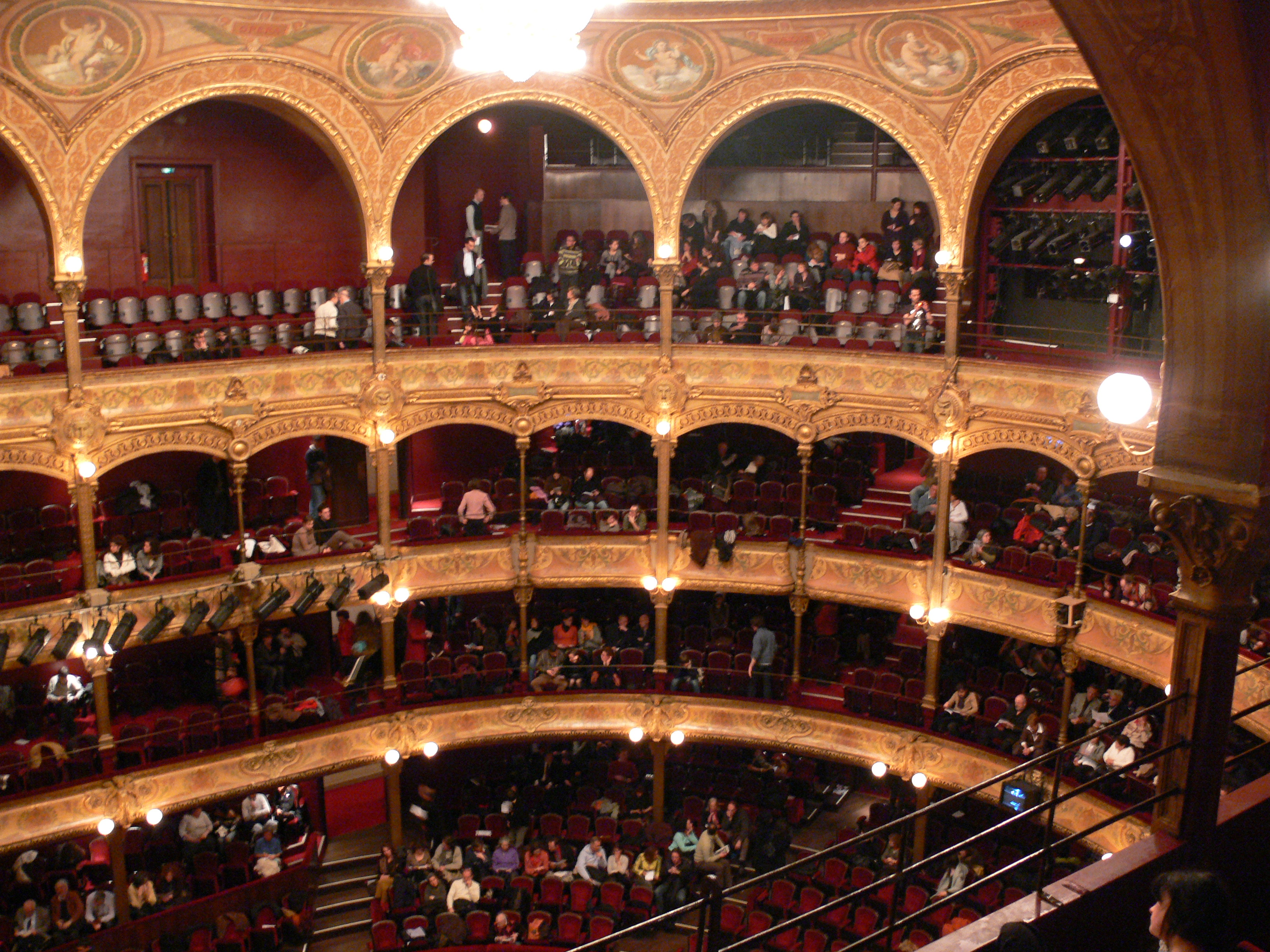
Das Théâtre du Châtelet, der Veranstaltungsort der Verleihung

## Favorisierte Filme
Bei der Bekanntgabe der Nominierungen am 26. Januar 2007 durch die französische Schauspielerin und Regisseurin Valérie Lemercier dominierten Guillaume Canets Kein Sterbenswort, Pascale Ferrans Lady Chatterley und Rachid Boucharebs Tage des Ruhms die Preisverleihung mit je neun Nominierungen. Alle drei Filme waren Erfolge beim französischen Filmpublikum und die Besucherzahlen überstiegen die Millionengrenze. Den Preis für den besten Film des Jahres sicherte sich Ferrans Lady Chatterley, der mit fünf gewonnenen Trophäen zum erfolgreichsten Film des Abends avancierte. Die gleichnamige Verfilmung des Romans von D. H. Lawrence war 2006 bereits mit dem renommierten Louis-Delluc-Preis ausgezeichnet worden und gewann auch die Trophäen für das beste adaptierte Drehbuch, Kamera und Kostüme. Titelheldin Marina Hands, Tochter der französischen Schauspielerin Ludmila Mikaël, gewann den César als beste Hauptdarstellerin. Knapp dahinter mit vier gewonnenen Preisen landete Guillaume Canets Kein Sterbenswort, der unter anderem in den Kategorien Regie und Hauptdarsteller erfolgreich war. Der Thriller erzählt die Geschichte eines französischen Kinderarztes (zweifach nominiert: François Cluzet), der durch eine geheimnisvolle E-Mail ein Lebenszeichen seiner Ehefrau (Marie-Josée Croze) erhält, die angeblich acht Jahre zuvor einem Serienmörder zum Opfer fiel.
Seine Nominierungen nur in einen Sieg umsetzen konnte dagegen Rachid Bouchareb Kriegsdrama Tage des Ruhms, das im Frankreich während des Zweiten Weltkriegs angesiedelt ist. Der Film berichtet von vier französischen Soldaten maghrebinischer Abstammung, die versuchen, gegen die Unterdrückung der deutschen Wehrmacht und die Diskriminierung in den eigenen Reihen anzukämpfen. Die Hauptdarsteller Jamel Debbouze, Samy Naceri, Roschdy Zem, Sami Bouajila und Bernard Blancan wurden 2006 bei den Filmfestspielen von Cannes als beste Schauspieler geehrt. Bei den 1867 wahlberechtigten Mitgliedern der Académie des Arts et Techniques du Cinema hatten sie dagegen bereits im Vorfeld keinen Eindruck hinterlassen können und blieben in den Darstellerkategorien unberücksichtigt. Die Regierung Frankreichs hatte sich über den Filmstoff betroffen gezeigt und als Reaktion die Renten für die in dem Film dargestellten Veteranen an die für französische Soldaten angepasst. Schauspieler und Filmemacher begaben sich in den Morgenstunden auf einen Zehn-Stunden-Flug nach Los Angeles, wo Tage des Ruhms als offizieller Beitrag Algeriens in der Kategorie Bester fremdsprachiger Film nominiert war, aber der deutschen Produktion Das Leben der Anderen von Florian Henckel von Donnersmarck unterlag.
Das Feld der Nominierten in der Kategorie Bester Film wurde durch die mit dem Preis für den besten Ton ausgezeichnete Tragikomödie Chanson d’Amour von Xavier Giannoli und Philippe Liorets Drama Keine Sorge, mir geht’s gut (zwei Auszeichnungen) komplettiert. Nicht zu den Honorierten gehörte der renommierte französische Akteur Gérard Depardieu, der für sein Porträt eines in die Jahre gekommenen Schlagersängers in Chanson d’Amour seine 15. César-Nominierung erhielt. Er hat den Filmpreis zuletzt im Jahr 1991 für die Titelrolle in Cyrano von Bergerac in Empfang nehmen dürfen. Depardieus belgische Filmpartnerin Cécile de France erhielt sowohl für Giannolis Film als auch für den Part einer aufstrebenden Pariser Kellnerin in Danièle Thompsons Tragikomödie Ein perfekter Platz eine Nominierung als beste Hauptdarstellerin, unterlag aber Lady-Chatterley-Darstellerin Marina Hands. Die Ehre einer Doppelnominierung in einer Darstellerkategorie war zuvor noch nie jemandem zuteilgeworden.
Ebenfalls nicht erfolgreich war das achtfach nominierte Drama Herzen, das die 47. Regiearbeit des renommierten und anerkannten Filmemachers Alain Resnais darstellt. Der seinerzeit 84-jährige Franzose hatte in der Vergangenheit mit dem Drama Providence (1977) und den Komödien Smoking / No Smoking (1993) und Das Leben ist ein Chanson (1998) bei der César-Jury gepunktet. Die Auszeichnung für den besten ausländischen Film gewann die erfolgreiche Independent-Produktion Little Miss Sunshine von Jonathan Dayton und Valerie Faris, die eine Million Franzosen in die Kinos lockte. Die Komödie setzte sich gegen den Oscar-Preisträger Brokeback Mountain von Ang Lee und die 2007 für den Oscar nominierten Filme Babel von Alejandro González Iñárritu, Stephen Frears’ Elisabeth-II.-Biografie Die Queen und Pedro Almodóvars Tragikomödie Volver – Zurückkehren durch. Wieder vergeben nach 1995 wurde der Preis für den besten Dokumentarfilm. Hier war Dans la peau de Jacques Chirac (dt.: „In der Haut Jacques Chiracs“) der Gewinner, der im Stil von Michael Moores Fahrenheit 9/11 (2004) oder Nanni Morettis Der Italiener (2006) einen kritischen Blick auf den damaligen französischen Staatspräsidenten wirft. Der Politfilm von Karl Zéro und Michel Royer triumphierte unter anderem über das Zinédine Zidane gewidmete Werk Zidane, un portrait du XXIe siècle.
Die Zeremonie wurde live von dem französischen Bezahlfernsehsender Canal+ übertragen und im deutschsprachigen Raum von TV5 Monde Europe ausgestrahlt. Die Moderation oblag wie schon im Vorjahr Valérie Lemercier, die für ihre Schauspielleistung in Ein perfekter Platz den César als beste Nebendarstellerin erhielt. Präsident der Verleihung war der Schauspieler Claude Brasseur. Mit dem Ehrenpreis ausgezeichnet wurden der britische Schauspieler Jude Law (Unterwegs nach Cold Mountain) und die französische Aktrice Marlène Jobert. Gewidmet war die diesjähriche César-Verleihung dem Schauspieler Philippe Noiret. Der zweifache Preisträger in der Kategorie Bester Hauptdarsteller (1976 und 1990) war am 23. November 2006 in Paris an Krebs verstorben. Mit einer Neu-Choreografie des Rabbiner-Tanzes aus seinem Film Die Abenteuer des Rabbi Jacob (1973) wurde dem Komödienregisseur Gérard Oury gedacht, der am 20. Juli 2006 verstorben war. Oury hatte mit Schauspielern wie Louis de Funès, Pierre Richard oder Jean-Paul Belmondo zusammengearbeitet und war ab den 1960er Jahren zu einem der beliebtesten Filmemacher in Frankreich avanciert. Bei der Césarverleihung 1993 war er für sein filmisches Schaffen mit dem Ehrenpreis gewürdigt worden.

## Gewinner und Nominierungen
| Statistik (Filme mit mehr als einer Nominierung) N=Nominierung; A=Auszeichnung |   |   |
| Film                                                                           | N | A |
| Lady Chatterley                                                                | 9 | 5 |
| Kein Sterbenswort                                                              | 9 | 4 |
| Tage des Ruhms                                                                 | 9 | 1 |
| Herzen                                                                         | 8 | 0 |
| Chanson d’Amour                                                                | 7 | 1 |
| Keine Sorge, mir geht’s gut                                                    | 5 | 2 |
| Ein perfekter Platz                                                            | 5 | 1 |
| OSS 117 – Der Spion, der sich liebte                                           | 5 | 1 |
| Sie sind ein schöner Mann                                                      | 3 | 1 |
| Das Mädchen, das die Seiten umblättert                                         | 3 | 0 |
| Prête-moi ta main                                                              | 3 | 0 |
| 13 Tzameti                                                                     | 2 | 0 |
| La Californie                                                                  | 2 | 0 |
| Les Brigades du Tigre                                                          | 2 | 0 |
| Verzeiht mir                                                                   | 2 | 0 |

### Bester Film (Meilleur film)
präsentiert von Nathalie Baye
Lady Chatterley – Regie: Pascale Ferran
- Chanson d’Amour (Quand j’étais chanteur) – Regie: Xavier Giannoli
- Tage des Ruhms (Indigènes) – Regie: Rachid Bouchareb
- Keine Sorge, mir geht’s gut (Je vais bien, ne t’en fais pas) – Regie: Philippe Lioret
- Kein Sterbenswort (Ne le dis à personne) – Regie: Guillaume Canet

### Beste Regie (Meilleur réalisateur)
präsentiert von Jeanne Moreau
Guillaume Canet – Kein Sterbenswort (Ne le dis à personne)
- Rachid Bouchareb – Tage des Ruhms (Indigènes)
- Pascale Ferran – Lady Chatterley
- Philippe Lioret – Keine Sorge, mir geht’s gut (Je vais bien, ne t’en fais pas)
- Alain Resnais – Herzen (Cœurs)

### Bester Hauptdarsteller (Meilleur acteur)
präsentiert von Sabine Azéma
François Cluzet – Kein Sterbenswort (Ne le dis à personne)
- Michel Blanc – Sie sind ein schöner Mann (Je vous trouve très beau)
- Alain Chabat – Prête-moi ta main
- Gérard Depardieu – Chanson d’Amour (Quand j’étais chanteur)
- Jean Dujardin – OSS 117 – Der Spion, der sich liebte (OSS 117 – Le Caire nid d’espions)

### Beste Hauptdarstellerin (Meilleure actrice)
präsentiert von Pedro Almodóvar
Marina Hands – Lady Chatterley
- Cécile de France – Chanson d’Amour (Quand j’étais chanteur)
- Cécile de France – Ein perfekter Platz (Fauteuils d’orchestre)
- Catherine Frot – Das Mädchen, das die Seiten umblättert (La Tourneuse de pages)
- Charlotte Gainsbourg – Prête-moi ta main

### Bester Nebendarsteller (Meilleur acteur dans un second rôle)
präsentiert von Marie-France Pisier
Kad Merad – Keine Sorge, mir geht’s gut (Je vais bien, ne t’en fais pas)
- Dany Boon – In flagranti – Wohin mit der Geliebten? (La Doublure)
- François Cluzet – Manche mögen’s reich (Quatre étoiles)
- André Dussollier – Kein Sterbenswort (Ne le dis à personne)
- Guy Marchand – In Paris (Dans Paris)

### Beste Nebendarstellerin (Meilleure actrice dans un second rôle)
präsentiert von Gérard Darmon
Valérie Lemercier – Ein perfekter Platz (Fauteuils d’orchestre)
- Christine Citti – Chanson d’Amour (Quand j’étais chanteur)
- Dani – Ein perfekter Platz (Fauteuils d’orchestre)
- Mylène Demongeot – La Californie
- Bernadette Lafont – Prête-moi ta main

### Bester Nachwuchsdarsteller (Meilleur jeune espoir masculin)
präsentiert von Lou Doillon
Malik Zidi – Les Amitiés maléfiques
- Georges Babluani – 13 Tzameti
- Rasha Bukvic – La Californie
- Arié Elmaleh – L’École pour tous
- Vincent Rottiers – Hotel Marysol (Le Passager)
- James Thiérrée – Wir verstehen uns wunderbar (Désaccord parfait)

### Beste Nachwuchsdarstellerin (Meilleur jeune espoir féminin)
präsentiert von Vincent Lindon
Mélanie Laurent – Keine Sorge, mir geht’s gut (Je vais bien, ne t’en fais pas)
- Déborah François – Das Mädchen, das die Seiten umblättert (La Tourneuse de pages)
- Marina Hands – Lady Chatterley
- Aïssa Maïga – Das Weltgericht von Bamako (Bamako)
- Maïwenn – Verzeiht mir (Pardonnez-moi)

### Bestes Erstlingswerk (Meilleur premier film)
präsentiert von Dany Boon
Sie sind ein schöner Mann (Je vous trouve très beau) – Regie: Isabelle Mergault
- 13 Tzameti – Regie: Géla Babluani
- Die Geschichte des Soldaten Antonin (Les Fragments d’Antonin) – Regie: Gabriel Le Bomin
- Keine Lüge ohne dich (Mauvaise foi) – Regie: Roschdy Zem
- Verzeiht mir (Pardonnez-moi) – Regie: Maïwenn

### Bestes Originaldrehbuch (Meilleur scénario original)
präsentiert von Linh Dan Pham und Hippolyte Girardot
Rachid Bouchareb und Olivier Lorelle – Tage des Ruhms (Indigènes)
- Xavier Giannoli und Olivier Lorelle – Chanson d’Amour (Quand j’étais chanteur)
- Isabelle Mergault – Sie sind ein schöner Mann (Je vous trouve très beau)
- Danièle Thompson und Christopher Thompson – Ein perfekter Platz (Fauteuils d’orchestre)
- Laurent Tuel und Christophe Turpin – Jean-Philippe

### Bestes adaptiertes Drehbuch (Meilleur scénario adaptation)
präsentiert von Géraldine Pailhas und Gilles Lellouche
Pascale Ferran, Roger Bohbot und Pierre Trividic – Lady Chatterley
- Guillaume Canet und Philippe Lefebvre – Kein Sterbenswort (Ne le dis à personne)
- Jean-François Halin und Michel Hazanavicius – OSS 117 – Der Spion, der sich liebte (OSS 117 – Le Caire nid d’espions)
- Philippe Lioret und Olivier Adam – Keine Sorge, mir geht’s gut (Je vais bien, ne t’en fais pas)
- Jean-Michel Ribes – Herzen (Cœurs)

### Beste Filmmusik (Meilleure musique écrite pour un film)
präsentiert von Rossy de Palma
Matthieu Chedid – Kein Sterbenswort (Ne le dis à personne)
- Armand Amar – Tage des Ruhms (Indigènes)
- Jérôme Lemonnier – Das Mädchen, das die Seiten umblättert (La Tourneuse de pages)
- Mark Snow – Herzen (Cœurs)
- Gabriel Yared – Azur und Asmar (Azur et Asmar)

### Bestes Szenenbild (Meilleurs décors)
präsentiert von Catherine Jacob
Maamar Ech Cheikh – OSS 117 – Der Spion, der sich liebte (OSS 117 – Le Caire nid d’espions)
- Dominique Douret – Tage des Ruhms (Indigènes)
- Jean-Luc Raoul – Les Brigades du Tigre
- François-Renaud Labarthe – Lady Chatterley
- Jacques Saulnier – Herzen (Cœurs)

### Beste Kostüme (Meilleurs costumes)
präsentiert von Bérénice Bejo
Marie-Claude Altot – Lady Chatterley
- Jackie Budin – Herzen (Cœurs)
- Charlotte David – OSS 117 – Der Spion, der sich liebte (OSS 117 – Le Caire nid d’espions)
- Pierre-Jean Larroque – Les Brigades du Tigre
- Michèle Richer – Tage des Ruhms (Indigènes)

### Beste Kamera (Meilleure photographie)
präsentiert von Marina Foïs
Julien Hirsch – Lady Chatterley
- Patrick Blossier – Tage des Ruhms (Indigènes)
- Éric Gautier – Herzen (Cœurs)
- Christophe Offenstein – Kein Sterbenswort (Ne le dis à personne)
- Guillaume Schiffman – OSS 117 – Der Spion, der sich liebte (OSS 117 – Le Caire nid d’espions)

### Bester Ton (Meilleur son)
präsentiert von Catherine Jacob
François Musy und Gabriel Hafner – Chanson d’Amour (Quand j’étais chanteur)
- Jean-Marie Blondel, Thomas Desjonquères und Gérard Lamps – Herzen (Cœurs)
- Jean-Jacques Ferran, Nicolas Moreau und Jean-Pierre Laforce – Lady Chatterley
- Pierre Gamet, Jean Goudier und Gérard Lamps – Kein Sterbenswort (Ne le dis à personne)
- Olivier Hespel, Olivier Walczak, Franck Rubio und Thomas Gauder – Tage des Ruhms (Indigènes)

### Bester Schnitt (Meilleur montage)
präsentiert von Marina Foïs
Hervé de Luze – Kein Sterbenswort (Ne le dis à personne)
- Martine Giordano – Chanson d’Amour (Quand j’étais chanteur)
- Yannick Kergoat – Tage des Ruhms (Indigènes)
- Sylvie Landra – Ein perfekter Platz (Fauteuils d’orchestre)
- Hervé de Luze – Herzen (Cœurs)

### Bester Kurzfilm (Meilleur court métrage)
präsentiert von Zoé Félix
Fais de beaux rêves – Regie: Marilyne Canto
- Bonbon au poivre – Regie: Marc Fitoussi
- La Leçon de guitare – Regie: Martin Rit
- Le Mammouth Pobalski – Regie: Jacques Mitsch
- Les Volets – Regie: Lyèce Boukhitine

### Bester Dokumentarfilm (Meilleur film documentaire)
präsentiert von Yann Arthus-Bertrand
Dans la peau de Jacques Chirac – Regie: Karl Zéro und Michel Royer
- Die Tochter des Richters (La Fille du juge) – Regie: William Karel
- Ici Najac, à vous la Terre – Regie: Jean-Henri Meunier
- Là-bas – Regie: Chantal Akerman
- Zidane, un portrait du XXIe siècle – Regie: Philippe Parreno und Douglas Gordon

### Bester ausländischer Film (Meilleur film étranger)
präsentiert von Hilary Swank
Little Miss Sunshine, USA – Regie: Jonathan Dayton und Valerie Faris
- Babel, USA/Mexiko – Regie: Alejandro González Iñárritu
- Brokeback Mountain, USA – Regie: Ang Lee
- Die Queen (The Queen), Großbritannien/Frankreich/Italien – Regie: Stephen Frears
- Volver – Zurückkehren (Volver), Spanien – Regie: Pedro Almodóvar

## Ehrenpreis (César d’honneur)
präsentiert von Claude Brasseur
- Marlène Jobert, französische Filmschauspielerin

präsentiert von Juliette Binoche
- Jude Law, britischer Filmschauspieler

## Pressestimmen
„Während die Oscarverleihung ein Indiz weltumspannender Selbstgewissheit ist, ist die ‚Nuit des Césars‘ eine Geste der trotzigen Selbstvergewisserung, eine Demonstration des innigen und stolzen Paktes des französischen Publikums mit seinen Stars und Regie-Idolen. Hier schneidet man den Preisträgern nicht rüde das Wort ab, wenn sie so gewitzt ausschweifend wie der Komiker Kad Merad (Bester Nebendarsteller in ‚Keine Sorge, mir geht's gut‘) immer neue Namen suchen, denen sie noch danken können.“

„Es ist eine undankbare Aufgabe. Man vermeldet Preise – und weiß doch schon, dass die News im Augenblick des Erscheinens dieser Seiten von anderer Seite weit und hell überstrahlt werden. Denn was sind die Césars gegenüber den tollen Oscars?“

„Die Zeremonie im Pariser Theatre du Chatelet war etwas lebhafter, als die vorherige Auflage, vor allem dank der Gastgeberin, Schauspielerin Valerie Lemercier […] Unweigerlich hatte die Zeremonie auch ihre politischen Momente. Pascale Ferran fertigte einen Appell für die schlecht bezahlten Arbeiter in der französischen Unterhaltungsindustrie an, jene, die in den letzten drei Jahren Reformen für ihre Altersrente erkämpft haben.“